# Laila Robins
Laila Robins (St. Paul, 14 de marzo de 1959) es una actriz de cine, teatro y televisión estadounidense, reconocida por su aparición en películas como Planes, Trains and Automobiles (1987), Live Nude Girls (1995), True Crime (1999), She's Lost Control (2014) y Eye in the Sky (2015). Sus créditos en televisión incluyen papeles recurrentes en las series Gabriel's Fire, Homeland, Murder in the First, The Boys y The Blacklist.

## Filmografía

### Cine
| Año  | Título                         | Papel             | Notas        |
| ---- | ------------------------------ | ----------------- | ------------ |
| 1987 | Planes, Trains and Automobiles | Susan Page        |              |
| 1987 | A Walk on the Moon             | Marty Ellis       |              |
| 1989 | An Innocent Man                | Kate Rainwood     |              |
| 1990 | Welcome Home, Roxy Carmichael  | Elizabeth Zaks    |              |
| 1995 | Live Nude Girls                | Rachel            |              |
| 1996 | Female Perversions             | Emma              |              |
| 1997 | The Blood Oranges              | Catherine         |              |
| 1999 | True Crime                     | Patricia Findley  |              |
| 1999 | Oxygen                         | Frances Hannon    |              |
| 2000 | Drop Back Ten                  | Viv               |              |
| 2001 | The Loneliness of Animals      | Annabella         | Cortometraje |
| 2002 | Searching for Paradise         | Barbara Mattei    |              |
| 2003 | Happy End                      | Irene             |              |
| 2004 | Jailbait                       | Madre             |              |
| 2006 | Slippery Slope                 | Michaela Stark    |              |
| 2006 | Things That Hang from Trees    | Sra. Millie       |              |
| 2006 | A Broken Sole                  | Pasajera          |              |
| 2006 | The Good Shepherd              | Toddy Allen       |              |
| 2008 | August                         | Ottmar Peevo      |              |
| 2008 | The Loss of a Teardrop Diamond | Sra. Fenstermaker |              |
| 2009 | Welcome to Academia            | Deborah           |              |
| 2010 | Multiple Sarcasms              | Lauren            |              |
| 2012 | The Letter                     | Dr. Tynan         |              |
| 2013 | Blumenthal                     | Cheryl            |              |
| 2013 | Concussion                     |                   |              |
| 2013 | Side Effects                   |                   |              |
| 2014 | She's Lost Control             | Irene             |              |
| 2015 | Grey Lady                      | Duquesa           |              |
| 2015 | Valeria                        | Shirley           | Cortometraje |
| 2015 | Eye in the Sky                 | Jillian Goldman   |              |
| 2016 | A Woman, a Part                | Bernadette        |              |
| 2017 | Island Zero                    | Maggie            |              |
| 2017 | Impossible Monsters            | Dean Gaslow       |              |
| 2018 | The Rest of Us                 | Dean Patterson    |              |
| 2019 | A Call to Spy                  | Pirani            |              |

### Televisión
| Año           | Título                            | Papel                      | Notas                            |
| ------------- | --------------------------------- | -------------------------- | -------------------------------- |
| 1988          | The Equalizer                     | Cindy Claussen             | 1 episodio                       |
| 1989          | Dream Breakers                    | Phoebe                     | Telefilme                        |
| 1990–1991     | Gabriel's Fire                    | Victoria Heller            | Papel recurrente                 |
| 1992          | Trial: The Price of Passion       | Charm Blackburn            | Telefilme                        |
| 1995          | The Wright Verdicts               | Rachel                     | 1 episodio                       |
| 1996          | Law & Order                       | Diana Hawthorne            | 1 episodio                       |
| 1997          | Nothing Sacred                    | Jeanne Cole                | 1 episodio                       |
| 1998          | Law & Order                       | Liann Crosby               | 1 episodio                       |
| 1999          | Spenser: Small Vices              | Rita Fiore                 | Telefilme                        |
| 1999          | Law & Order: Special Victims Unit | Ellen Travis               | 1 episodio                       |
| 1999–2001     | The Sopranos                      | Livia Soprano              | 2 episodios                      |
| 2000          | Third Watch                       | Sharon Reiner              | 1 episodio                       |
| 2001          | Witchblade                        | Dominique Boucher          | 2 episodios                      |
| 2001          | Law & Order: Criminal Intent      | Kit Sternman               | 1 episodio                       |
| 2004          | Sex and the City                  | Audra Clark                | 1 episodio                       |
| 2006          | The Book of Daniel                | Nora Paxton                | 1 episodio                       |
| 2009          | 30 Rock                           | Gloria Baird               | 1 episodio                       |
| 2009          | All My Children                   | Claire Williams            | 3 episodios                      |
| 2009          | In Treatment                      | Tammy Meswick              | Papel recurrente                 |
| 2009–2010     | Bored to Death                    | Priscilla Antrem           | Papel recurrente                 |
| 2010          | God in America                    | Anne Hutchinson            | 2 episodios                      |
| 2010          | The Good Wife                     | Paige Burchfield           | 1 episodio                       |
| 2011          | Damages                           | Catherine’s Doctor         | 1 episodio                       |
| 2011          | Too Big to Fail                   | Christine Lagarde          | Telefilme                        |
| 2011          | Blue Bloods                       | Sra. Lee                   | 1 episodio                       |
| 2011          | Person of Interest                | Anja Kohl                  | 1 episodio                       |
| 2012          | Dark Horse                        | Miranda Teras              | Telefilme                        |
| 2013          | Onion News Empire                 | Helena Zweibel             | Telefilme                        |
| 2014          | The Money                         | Ruth Castman               | Telefilme                        |
| 2014          | That Hopey Changey Thing          | Marian Apple               | Telefilme                        |
| 2014          | Sweet and Sad                     | Marian Apple               | Miniserie                        |
| 2014          | Regular Singing                   | Marian Apple               | Miniserie                        |
| 2014          | Homeland                          | Martha Boyd                | Papel recurrente                 |
| 2015          | Murder in the First               | Jamie Nelson               | Papel recurrente                 |
| 2016–2017     | Quantico                          | General Katherine Richards | Papel recurrente                 |
| 2018          | Deception                         | Agente Deakins             | Papel recurrente                 |
| 2018          | New Amsterdam                     | Sra. Ryland                | 1 episodio                       |
| 2019–2020     | The Blacklist                     | Katarina Rostova           | Papel recurrente                 |
| 2019          | The Handmaid's Tale               | Pamela Joy                 | 2 episodios                      |
| 2019–presente | The Boys                          | Coronel Grace Mallory      | 8 episodios                      |
| 2021          | The Equalizer                     | CIA Director Suri Nance    | Episodio: "The Milk Run"         |
| 2021          | Dr. Death                         | Amy Piel                   | Rol recurrente, 5 episodios      |
| 2022          | The Walking Dead                  | Pamela Milton              | Reparto principal (Temporada 11) |